# Бизнес-ангел
Би́знес-а́нгел (англ. angel, business angel, angel investor и пр.) — частный венчурный инвестор, дающий финансовую и экспертную поддержку компаниям на ранних этапах развития.

## История понятия
Понятие «ангел» сформировалось в театральной среде Нью-Йорка в начале XX века. В Театральном квартале вокруг Бродвея «ангелами» называли обеспеченных поклонников театра, инвестировавших в новые постановки. Их привлекало покровительство искусству и близкое знакомство со знаменитыми актёрами и режиссёрами. Инвестиции были рискованными — «ангел» получал прибыль только в случае успеха постановки.
В отношении частных инвесторов этот термин впервые применил Уильям Ветцель, профессор Университета Нью-Гэмпшира в 1978 году. Эту характеристику получили обеспеченные мужчины с опытом предпринимательской и управленческой деятельности, непублично вкладывающие средства в местные компании на ранних стадиях развития. Работы Ветцеля пробудили интерес к явлению, и в 80-х годах Управление по делам малого бизнеса при правительстве Соединённых Штатов включилось в поддержку исследований непубличного рынка венчурного капитала, а термин закрепился в английском языке.
В «Словаре эвфемизмов русского языка» указано, что понятию соответствует устаревшее слово «меценат», а в электронной версии экономико-математического словаря Лопатникова упоминается синонимичное понятие «меценат-инвестор».

## Масштаб явления
Бизнес-ангелы существовали задолго до появления термина. Например, в 1874 году Томас Сандерс и Гардинер Грин Хаббард стали инвесторами телефонной компании Александра Белла, а спустя несколько лет совершили удачный «выход» из успешного проекта. В 1878 году предприниматели Джон Пирпонт Морган и Спенсер Траск профинансировали разработки Томаса Эдисона в области электричества. Генри Форд привлёк 40 тысяч долларов от пяти частных инвесторов для открытия компании в 1903 году. Вице-президент Стэнфордского университета Фредерик Терман вложил 538 долларов личных средств в разработку осциллятора Уильяма Хьюлетта и Дэвида Паккарда.
Неформальный рынок частных инвестиций сформировался в Кремниевой долине во второй половине XX века, а первыми «бизнес-ангелами» стали технологические предприниматели, сформировавшие капитал на военных заказах правительства США.
В силу отсутствия единой методики, оценки числа бизнес-ангелов и их роли в тот период сильно разнятся. Наиболее сдержанные исследователи оценивали число инвесторов в США в 100 тысяч человек, а объём инвестиций — в 5 миллиардов долларов в год; другие сообщали о 720 тысячах частных инвесторов, вложивших около 55,7 миллиарда долларов в 87 тысяч компаний за исследуемый период. По самым смелым оценкам, основанным на социологических исследованиях 1983 года, к этому времени около 2 миллионов семей напрямую инвестировали до 300 миллиардов долларов в частные компании. В 1987 году Уильям Ветцель оценивал совокупный объём инвестиционного портфеля бизнес-ангелов в 50 миллиардов долларов — вдвое больше капитала в управлении венчурных фондов на момент исследования. Он предполагал, что ежегодно частные инвесторы вкладывают средства в 20 тысяч компаний, в то время как венчурные фонды поддерживают от 2 до 3 тысяч. Препятствием для изучения ангельских инвестиций была невозможность определить границы неформального рынка и составить репрезентативную выборку инвесторов, не афиширующих свою деятельность.
По сведениям основанного в 1986 году Центра исследования венчурного финансирования (англ. Center for Venture Research) университета Нью-Гэмпшира, в 2002—2009 годах бизнес-ангелы инвестировали около 21 миллиарда долларов в 50 тысяч компаний ежегодно, а 2010—2013 года отметились заметным ростом рынка. По данным Центра, в 2013 году в Соединённых Штатах около 298 800 частных инвесторов вложили 24,8 миллиарда долларов в 70 730 новых компаний.
Бизнес-ангелы сыграли роль в становлении многих современных корпораций:
- Ричард Крамлич первым проинвестировал 22 тысячи 500 долларов в предприятие Стива Джобса и Стива Возняка — будущую корпорацию Apple[16].
- Анита Роддик, основательница Body Shop не смогла получить ссуду на открытие второго магазина в 1976, и торговец автомобилями Ян Макглинн вложил в её бизнес 4000 фунтов в обмен на половину компании[17].
- В 1995 году Джефф Безос привлёк 981 тысячу долларов инвестиций в Amazon от 20 инвесторов-ангелов[18].
- Первыми инвесторами Google стали основатель Sun Microsystems Энди Бехтольсхайм[англ.] и профессор Стэнфордского университета Дэвид Черитон[англ.], вложившие в компанию по 100 тысяч долларов[19].
- Microsoft, Dell и Intel получили поддержку от бизнес-ангелов в самом начале своего развития[20].

## Инвестиции
Исторически бизнес-ангелы — основной источник внешнего финансирования новых компаний с потенциалом быстрого роста. Они помогают стартапам преодолеть этап, когда объём необходимых для развития ресурсов превышает возможности основателей, но недостаточно велик, чтобы заинтересовать инвестиционный фонд.
Бизнес-ангелы инвестируют в компании напрямую и оперируют собственным капиталом. Ангел может инвестировать не только в готовый проект, но и в идею, что невозможно для институционального инвестора. В портфеле бизнес-ангела небольшие инвестиции превалируют по числу и суммарному объёму. Исключение из этого правила — «суперангелы», оперирующие капиталом соизмеримым с ресурсами венчурных фондов. Зачастую ангелы инвестируют совместно, объединяя ресурсы и сокращая индивидуальные риски. По данным проведённого в 2009 году исследования рынка ангельских инвестиций Великобритании, такие сделки составили более 80 % от учтённого за год числа.
Социологические исследования указывают на постоянство портрета среднестатистического бизнес-ангела — это имеющий университетскую степень мужчина в возрасте от 45 до 65 лет, с предпринимательским или управленческим опытом за плечами. Ангелов характеризует интерес к бизнесу, и среди них редко встречаются учёные или специалисты, не связанные с управлением — например, врачи.
Ангельские инвестиции часто характеризуют как «умные деньги»: ангелы охотнее поддерживают проекты, в которых могут применить собственный опыт. Личная вовлечённость и экспертные знания — принципиальное отличие бизнес-ангелов от других частных инвесторов. Среди активных бизнес-ангелов много предпринимателей, привлекавших внешнее финансирование в собственные проекты.

## По странам

### В России
Для России понятие бизнес-ангела является сравнительно новым, а рынок ангельских инвестиций в стране невелик. Задачу бизнес-ангелов зачастую выполняют грантовые программы, а подготовкой новых инвесторов занимаются государственные институты развития — Российская венчурная компания, Фонд развития интернет-инициатив — и объединения бизнес-ангелов.
В конце 2021 года трёхсторонним соглашением между Московским инновационным кластером, Сбербанком и клубом венчурных инвесторов Angelsdeck в Москве был основан венчурный клуб «Синдикат»
Также в данном направлении действуют Национальная ассоциация бизнес-ангелов, Национальная сеть бизнес-ангелов «Частный капитал», Национальное содружество бизнес-ангелов и локальные объединения в крупных российских городах.
По сведениям исследования, проведённого изданием Firrma, РВК и Национальной ассоциацией бизнес-ангелов в конце 2014 года, многие значимые российские ангельские инвесторы не афишируют себя как бизнес-ангелы. Большая часть российских ангельских инвестиций — синдицированные сделки в стартапы в области информационных технологий. Соинвесторами выступают как другие частные инвесторы, так и фонды — например, в рамках проводимой РВК программы «Бизнес-ангел».
В 2021 году была учреждена премия за вклад в развитие института бизнес-ангельства в России — Russian Angel Award. Её цель — отметить и наградить игроков венчурного рынка, которые внесли вклад в рост и популяризацию ангельских коллективных инвестиций в компании на ранних стадиях.
Из-за небольшого числа инвестиционно привлекательных проектов в стране и неопределённых перспектив выхода из проинвестированных компаний, многие российские ангелы ориентируются на стартапы из США, Европы и Израиля.

### Соединённое королевство
Исследование, проведённое британским научным фондом NESTA в 2009 году показало, что в Великобритании на тот год насчитывалось от 4 000 до 6 000 бизнес-ангелов, средний размер их инвестиций 42 000 фунтов стерлингов. Кроме того, каждый из инвесторов в среднем приобрёл 8 % акций предприятия. Что касается доходности, то 35 % инвестиций приносили отдачу от одного до пяти раз от размера первоначальных инвестиций, в то время как 9 % приносили десятикратный доход и более.
Число бизнес-ангелов в Великобритании выросло в 2009―2010 годах и, несмотря на опасения рецессии, их число увеличивается. В 2013 году эта динамика продолжалась: две трети предпринимателей с технологичными проектами называли инвесторов-ангелов своим источником финансирования.

### Соединённые Штаты
Географически Кремниевая долина доминирует в бизнес-ангелах США, получая 39 % от 7,5 миллиардов долларов, вложенных в американские компании во втором квартале 2011 года, что в 3-4 раза больше, чем общая сумма инвестиций в Новой Англии. Общий объём инвестиций в 2011 году составил 22,5 миллиарда долларов, что на 12,1 процента больше, чем в 2010 году, когда инвестиции составили 20,1 миллиарда долларов. В Соединённых Штатах бизнес-ангелы, как правило, являются аккредитованными инвесторами в соответствии с действующими правилами SEC, хотя Закон о рабочих местах 2012 года ослабил эти требования, начиная с января 2013 года. ежегодно финансирует более 67 000 стартапов, но их капитал также способствовал росту числа рабочих мест, помогая финансировать 274 800 новых рабочих мест в 2012 году. В 2013 г. 41 % руководителей технологического сектора назвали бизнес-ангелов в качестве средства финансирования. В 2020 году общий объём ангельских инвестиций в США достиг 25,3 миллиарда долларов, что указывает на недавнее замедление роста по сравнению с несколькими годами ранее.

### Канада
Согласно банку развития бизнеса Канады, в Канаде составляет 20 000-50 000 ангелов. Более 3000 человек являются членами 35 групп ангелов, которые принадлежат Национальной капитальной организации ангела (NACO).

### Китай
До 2000 года в Китае было трудно найти местных инвесторов. Предприниматели, такие как JACK MA ALIBABA Group, необходимы для собрания средств из Softbank, Goldman Sachs, Fiteelity и других учреждений.

### Индия
В начале 2000-х в индийской экосистеме стартапов было менее 50 бизнес-ангелов. Это выросло до огромного числа в сегодняшнем контексте. Инвесторы вложили около 7,8 млрд долларов за первые четыре месяца 2021 года, что составляет почти 70 % от общего объёма в 12,1 млрд долларов, вложенных за весь 2020 год, и более 50 % из 14,2 млрд долларов, вложенных в 2019 году.